# Byggnadsställning

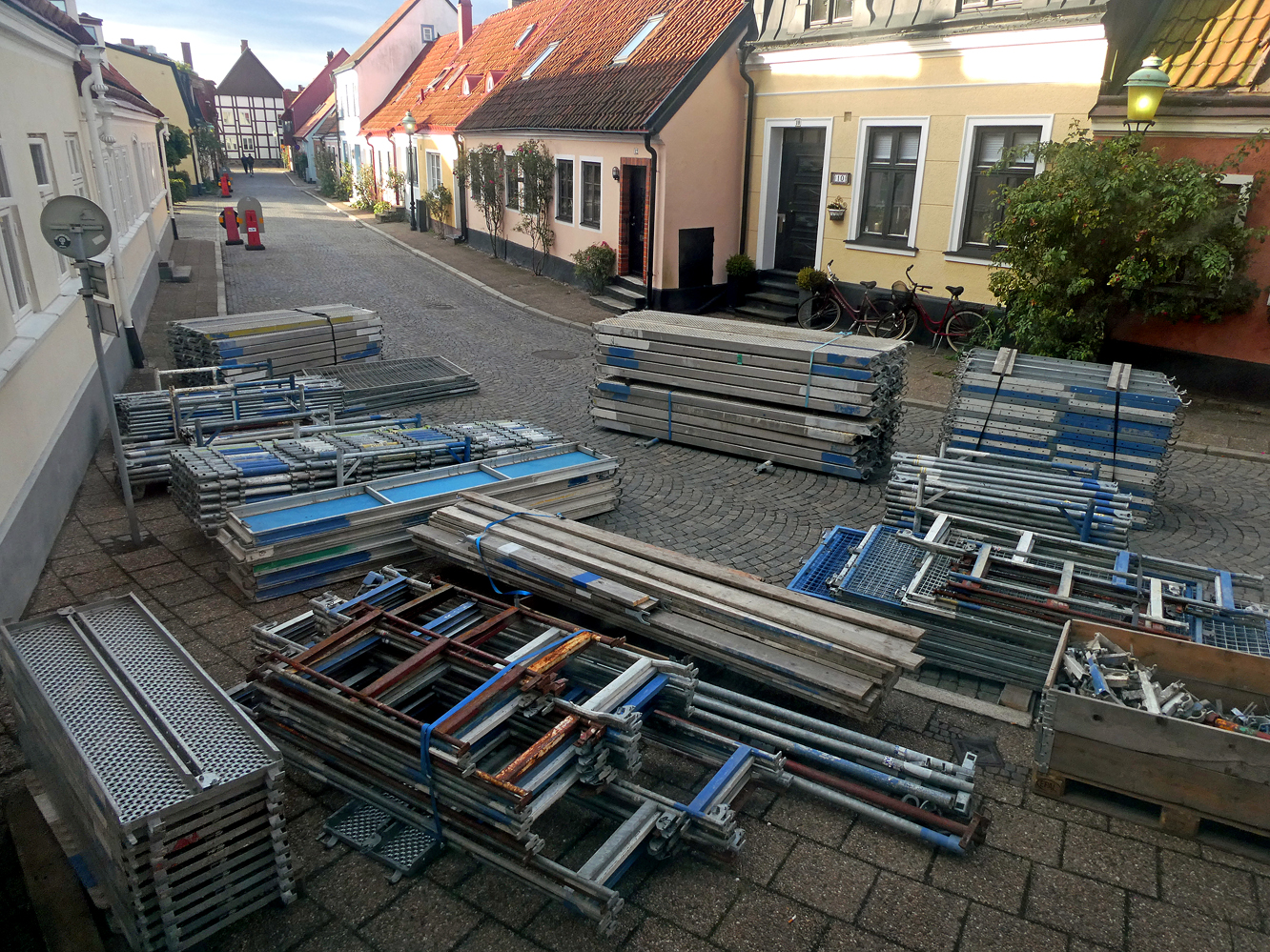
En byggställning levererad utanför en fastighet, klar för uppmontering.

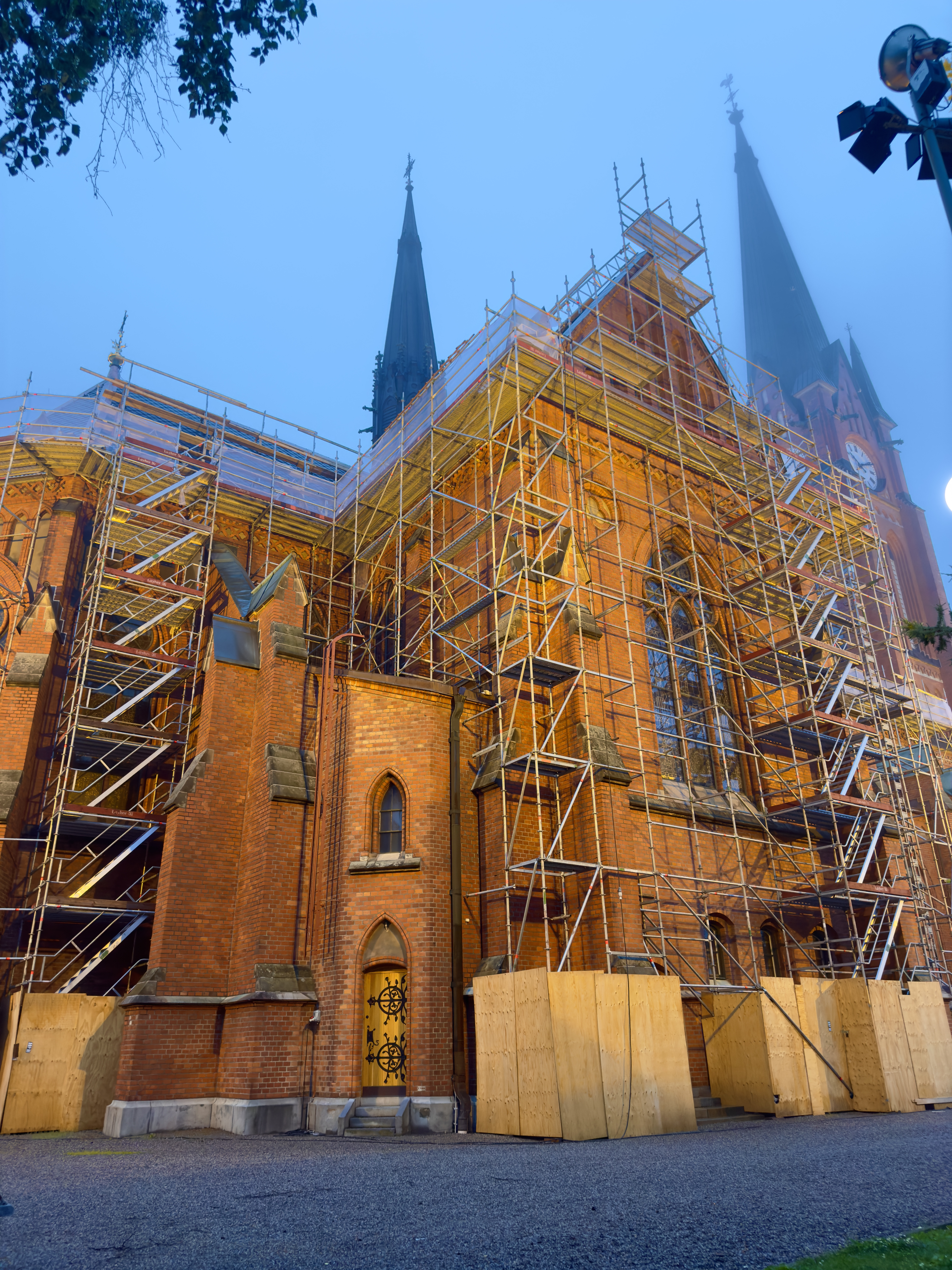
Byggnadsställning vid yttre renovering av Gustav Adolfs kyrka, Sundsvall.

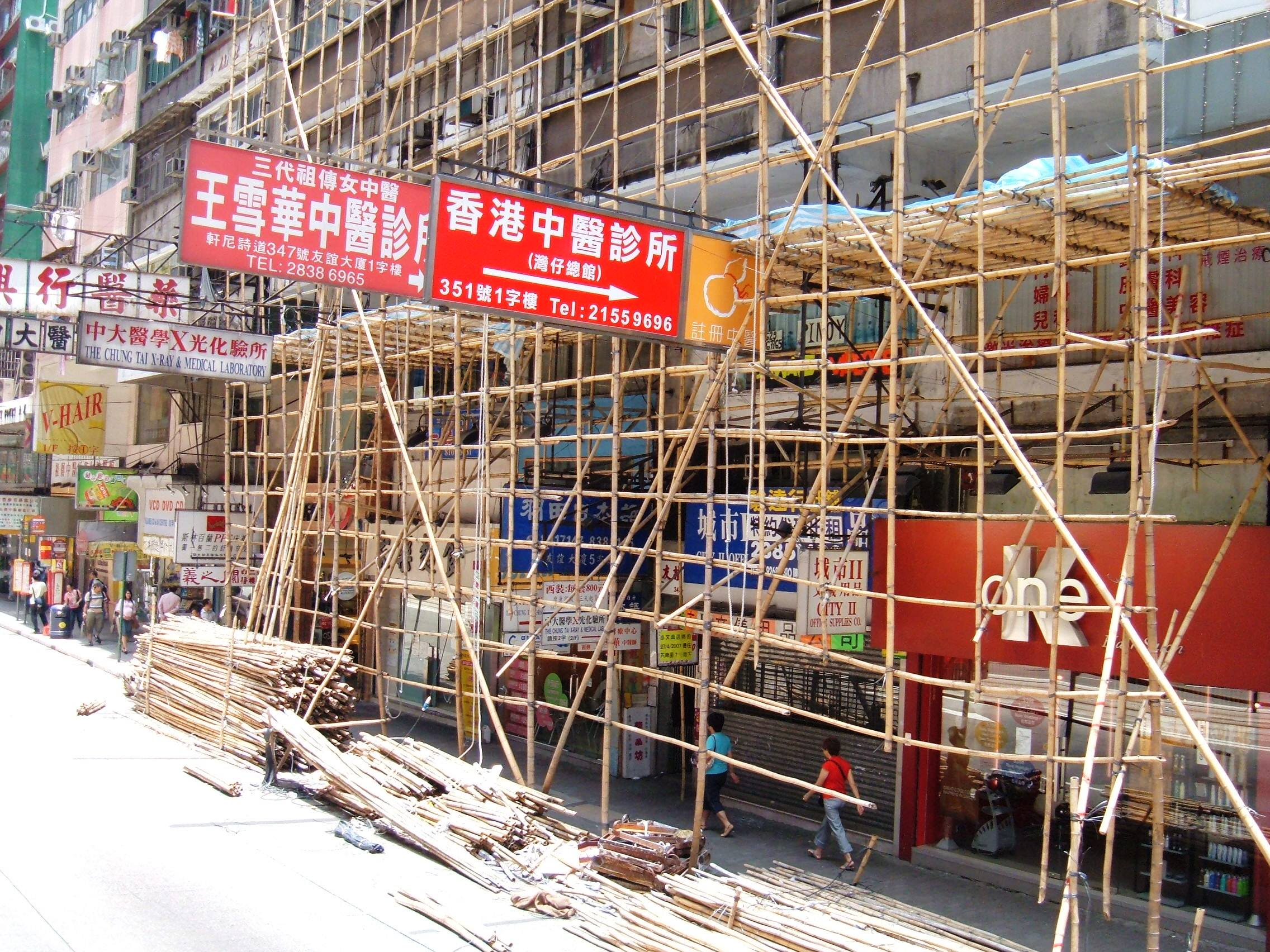
Ställning i bambu

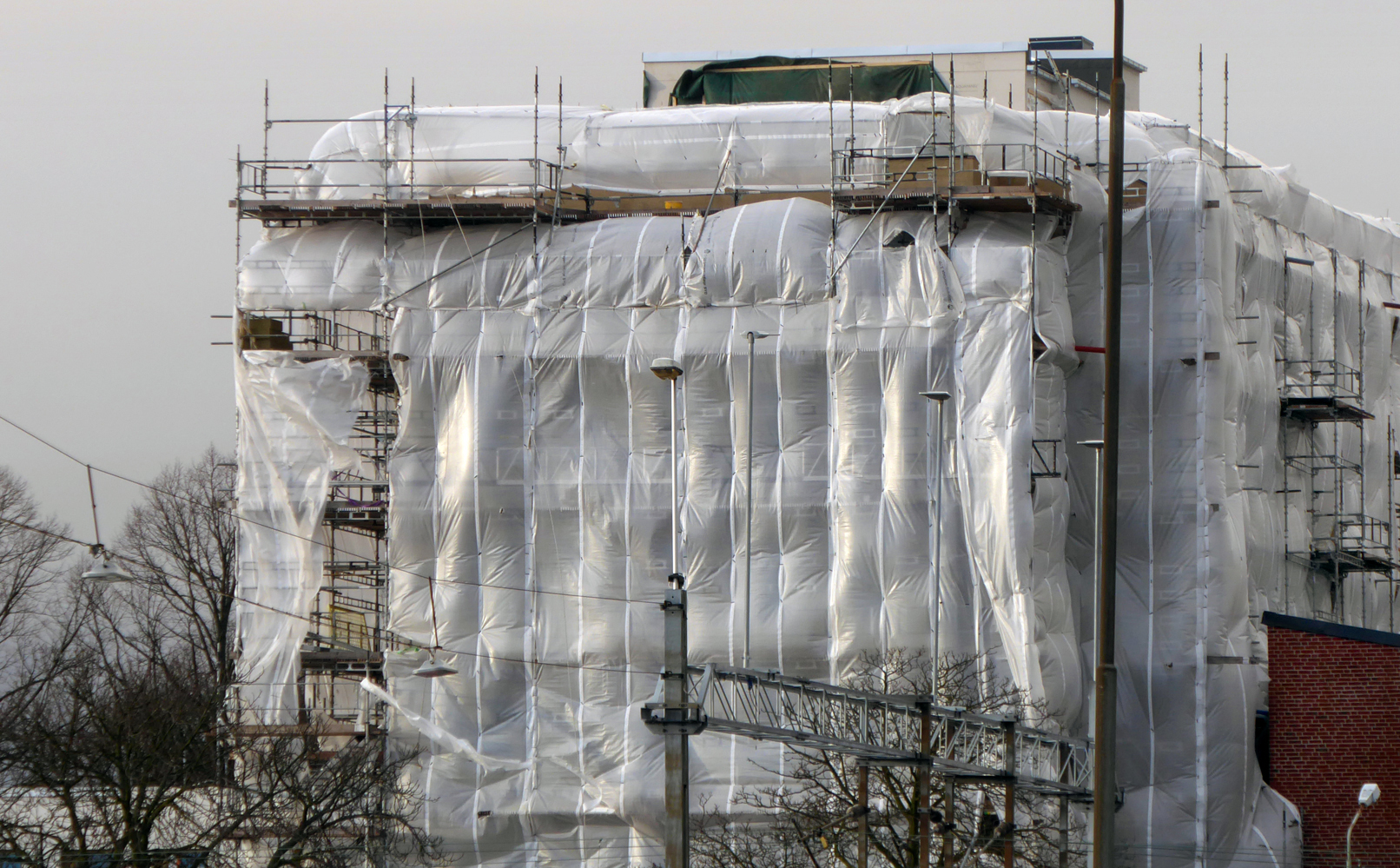
En byggnadsställning på tillbyggnaden av Fritidsbadet i Ystad 2020.

En byggnadsställning är en anläggning, ofta tillfällig, vid byggnadsarbete, varv, konserter med flera platser. Stommen kan bestå av varmförzinkat stål, aluminium, trä eller bambu. Belastningsytorna kan vara plankor eller för de olika konstruktionerna färdiga plattformsmoduler i trä eller plywood. Tidigare byggdes ställningar av reglar eller stänger av trä men det är tidsödande att bygga för att uppnå säkerhet och klara en högre belastning. Dagens moderna byggnadsställning finns i olika utförande och konstruktion och kan skilja sig mellan länder även i Europa. I Asien används fortfarande bambu som material i byggnadsställningar. Det saluförs i huvudsak två olika sorters byggnadsställningar, modulställningar och ramställningar vilka, om de tillverkats av samma tillverkare, ofta är möjliga att kombinera med varandra.

## Modulställning
Modulställning är mycket flexibla byggnadsställningar, de är uppbyggda av vertikala stödpelare, så kallade spiror samt horisontella ramar, balkar och plan eller trall. Genom diagonalstag ges konstruktionen ytterligare stabilitet

## Ramställning
Ramställning är ett förenklat byggnadsställningssystem som bygger på att redan klara ramar innefattande inner- och ytterspira, samt de upplagsbommar som behövs för att placera plattform sammanfogas med skyddsräcke för att utgöra ett s.k. ställningsbomlag. Systemet används ofta när till exempel en husfasad ska renoveras, målas eller putsas. Ramställning passar för fasadytor som är något sånär raka. Ramställning finns hos de flesta leverantörer av byggnadsställning och tillverkas av stål eller aluminium. Största leverantörerna av ramställning på den svenska marknaden är Layher och HAKI.